# Deephouse
Deephouse er en stilart af house-musik som opstod i USA i løbet af midt-80'erne. Påvirket af jazz, funk og soul, har genren typisk et mere afslappet tempo end de fleste house-undergenrer, langsomme dissonante melodier og glatte vokaler. Dermed, i udtryk af tempo, deephouse (110-125 BPM) kunne være sat imellem hiphop (omkring 100) og techno (120-150).
Blandt velkendte numre, kan vi pointere til "Your Love" af Jamie Principle, frigjort i 1986 og genarbejdet af Frankie Knuckles året efter, samt "Can You Feel It" fra Fingers Inc. som udkom i 1988. Disse stykker kan være taget i betragtning som tre milepæle/hjørnesten i dette musikfelt.